# Jean d'Outremeuse

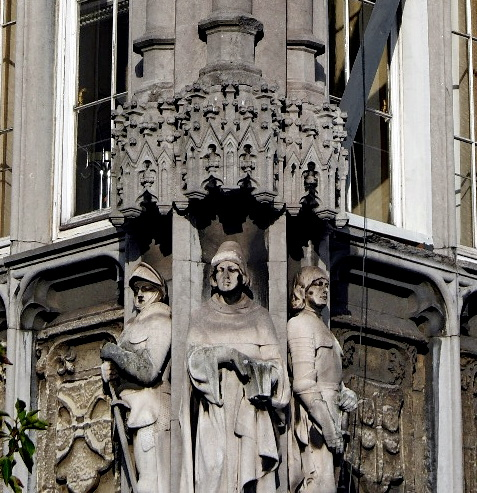
19e-eeuws beeld van Jean d'Outremeuse (midden) aan de gevel van het provinciepaleis te Luik

Jean d'Outremeuse (ook: Jean des Preis) (Luik, 2 januari 1338 - aldaar, 25 november 1399) was een Luiks kroniekschrijver uit de 14e eeuw. Hij was een van de eerste burgerlijke kroniekschrijvers.

## Leven en werk
D'Outremeuse werd eerst klerk en later deurwaarder bij het prins-bisschoppelijk gerechtshof.
Hij schreef een aantal kronieken met historische verhalen die geromantiseerd werden en doorweefd zijn met legendes. Deze kronieken waren:
- Geste de Liége, een kroniek over de mythische geschiedenis van zijn geboortestad Luik, deels geschreven in proza en deels in verzen.
- Ly Myreur des Histors, zijn voornaamste werk. Het werk is gebaseerd op het Speculum historiale van Vincent van Beauvais en is een kroniek vanaf de val van Troje tot het einde van de 14e eeuw, deels in verzen en deels in proza geschreven. D'Outremeuse begon het werk in 1395 en het was Jean de Stavelot die het driedelige werk na zijn dood voltooide. Van het derde deel van dit werk zijn enkel nog enkele passages over Jan van Mandeville bewaard gebleven. In deze passages werd Van Mandeville vereenzelvigd met de Luikse arts Jean de Boulogne. Later werd aangetoond dat deze vereenzelviging onterecht was.

Verder schreef d'Outremeuse:
- Geste d'Ogier le Danois, een werk dat verloren ging en handelde over het leven van Holger de Deen.
- Het lapidarium Trésorier de philosophie naturelle. Des pierres précieuses, een werk over de technieken om edelstenen te vervaardigen.

## Na zijn dood
D'Outremeuse was een van de eerste burgerlijke kroniekschrijvers. Daarvoor werden kronieken ofwel door religieuzen geschreven ofwel handelden ze over religieuze onderwerpen. In 1864 gaven Borgnet en Bormans de Chroniques et geste de Jean des Preis, dit d'Outremeuse uit. De historische waarde van d'Outremeuses werk is beperkt. De meeste historici bestempelen hem als een "fantast die alles wat hij niet wist gewoonweg verzon". De Belgische historicus Sylvain Balau (1854–1915) noemde hem "plus nuisible que profitable à la science historique."
In Luik is een straat naar hem vernoemd.